# Ystradowen

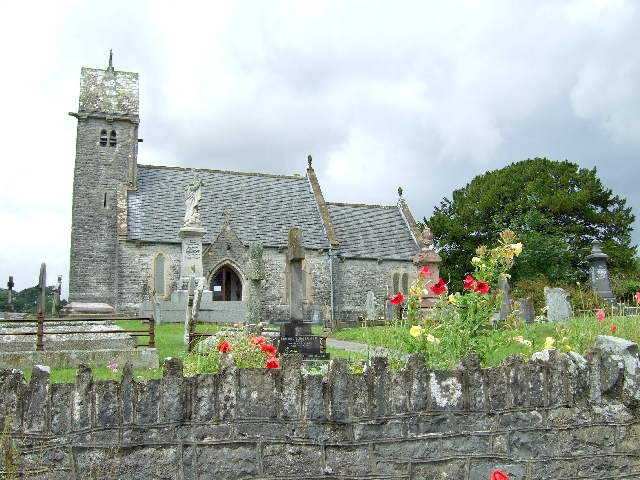
Església d'Ystradowen

Ystradowen és una petita vila situada al county borough de Bro Morgannwg, a Gal·les. Es troba a dotze milles a l'oest de Cardiff, la capital del país; el poble més proper és el de Y Bont-faen, a només tres quilòmetres cap al sud.
El nom Ystradowen, en gal·lès, vol dir La vall de n'Owen.
Les instal·lacions locals inclouen l'església parroquial de St Owain, el Pub The White Lion, el Garatge Tudor i la botiga d'articles per la pesca Seven Oaks.
Des del 1998 el cantant Tom Jones hi té una casa.